# Avusy

Avusy é uma comuna suíça do Cantão de Genebra e fica rodeada Chancy, Avully Laconnex e Soral, e com a região da Alta Saboia, da França a Sul
Segundo o Departamento Federal de Estatísticas Avusy ocupa uma superfície de 5.19 km2 com zona habitável de 22 % e 68.6 % de terreno agrícola. Entre 1980 a 2008 a população passou a 504  a 1297 habitantes